# Barbabietola da foraggio rossa mammouth

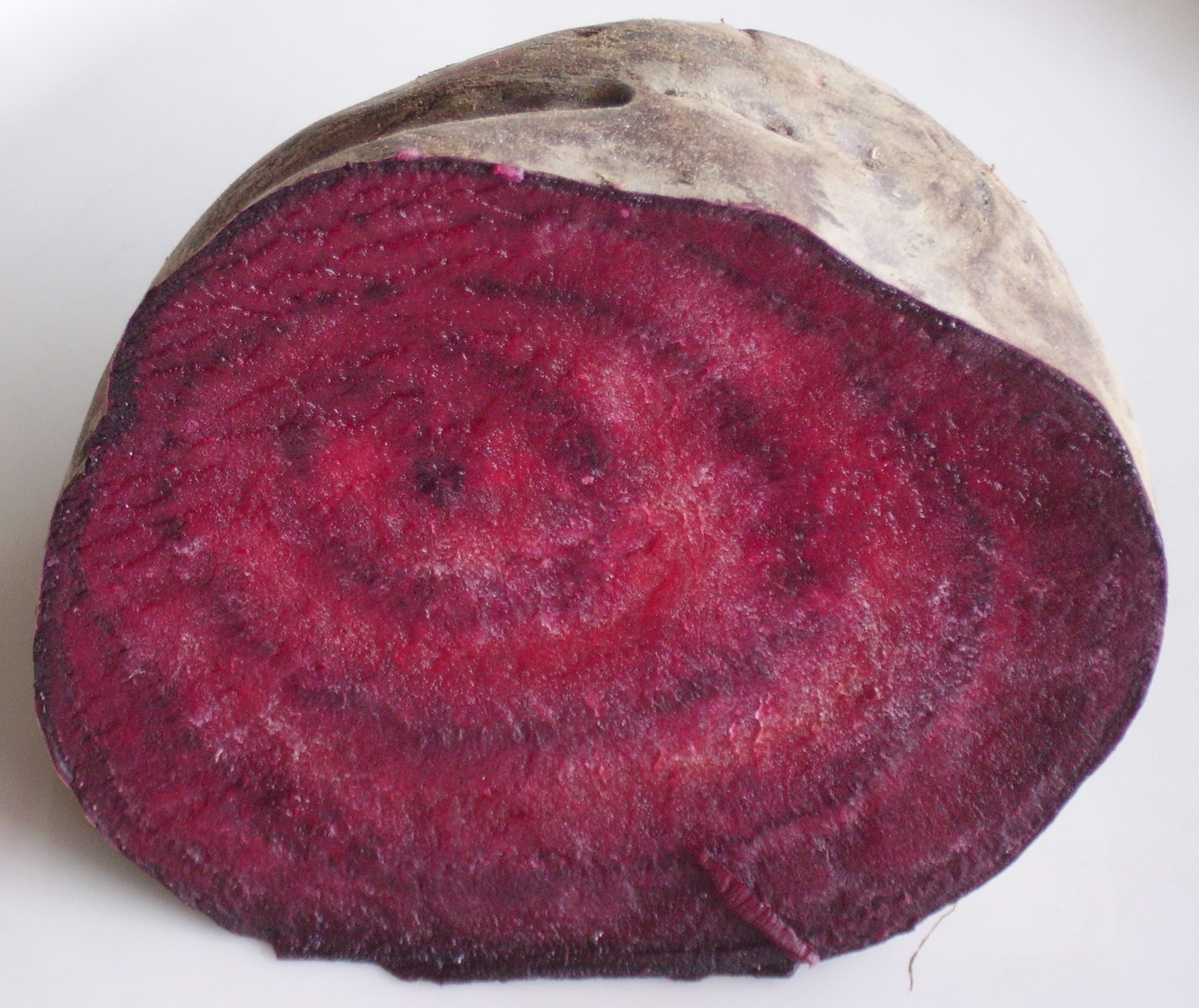
L'interno della radice di una Barbabietola da foraggio rossa mammouth, da notare che la buccia è sporca di terra secca

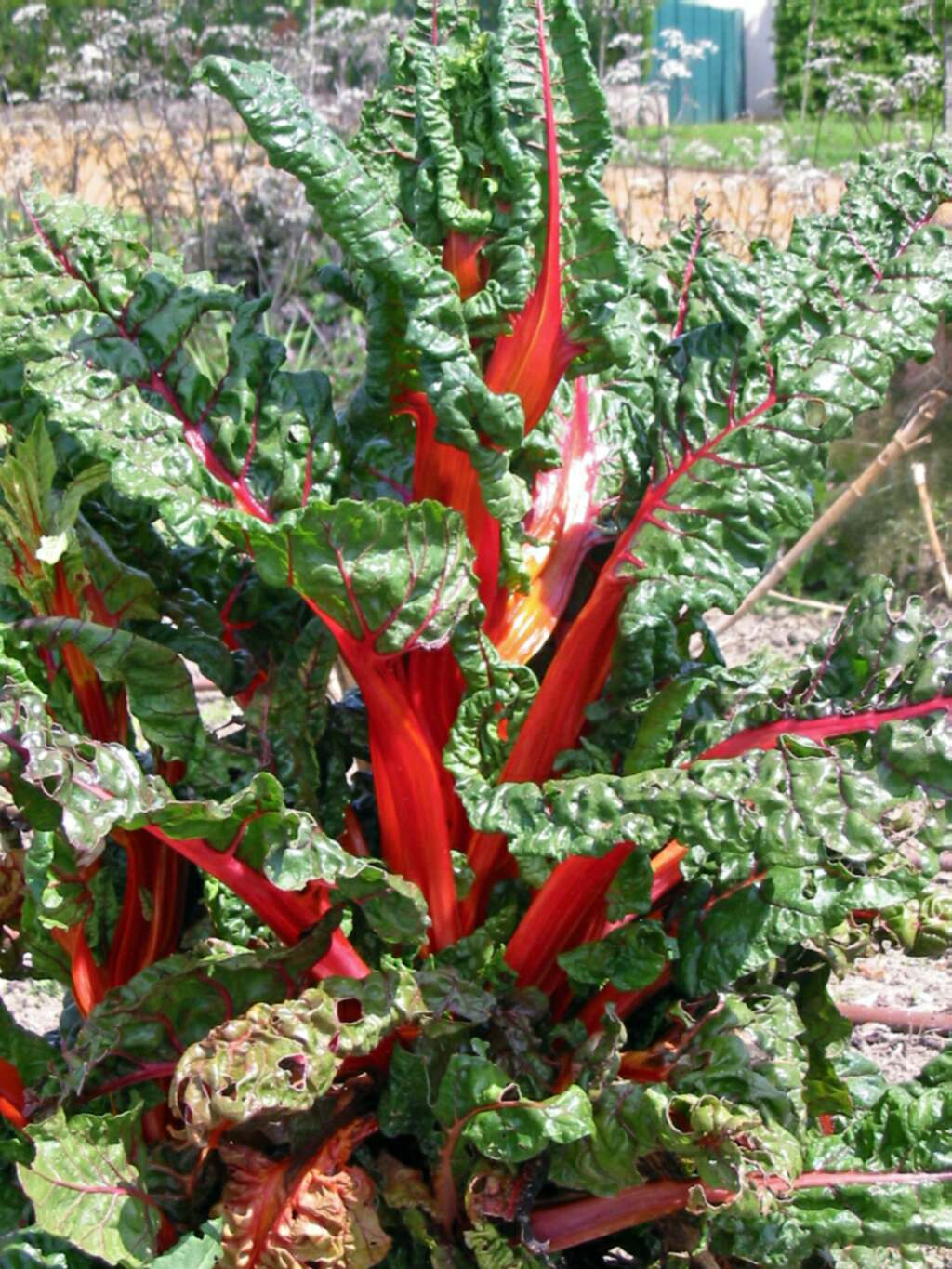
Una pianta di Barbabietola da foraggio rossa mammouth matura e pronta per essere raccolta

La Barbabietola da foraggio rossa mammouth è una varietà della Beta vulgaris, pianta del genere Beta, appartenente alla famiglia delle Chenopodiaceae (Amaranthaceae secondo la classificazione APG).
Si tratta di una varietà da foraggio, quindi non adibita al consumo umano, e dal costo in commercio relativamente minore rispetto alle altre bietole da orto o da zucchero.

## Origine del nome
Il nome di questa barbabietola rossa da foraggio deriva sia dal colore nella parola rossa sia nella grossezza e pesantezza delle radici in mammouth.

## Descrizione
La Barbabietola da foraggio rossa mammouth è una pianta erbacea biennale, raramente perenne, con fusti che possono arrivare a 1-2 metri di altezza. Le foglie sono a forma di cuore, carnose, lunghe 50-120 cm nelle piante adulte (spesso molto più grandi nelle piante coltivate con molte concimazioni ed i terreni profondi e fertili). I fiori sono molto piccoli, dal diametro di 3-5 mm, di colore rossastro, con cinque petali; sono raccolti in dense spighe ed hanno un'impollinazione anemofila. Il frutto è costituito da un gruppo di dure noci.
È una pianta erbacea sia biennale che annuale, con foglie grandi di colore verde brillante. È una variata biologica fissata dall'uomo della Beta vulgaris. I gambi sono  rossi o rosso-biancastri secondo le singole piante. Solitamente più i gambi sono rossi, più pigmento ha la pianta.
Il bestiame, a cui è adibita al consumo, può consumare tutta la pianta incluso le foglie e il gambo. 
È nativa dell´Europa meridionale, dove cresce spontanea nella regione del mediterraneo. Ne esistono numerose varietà dato che si coltiva in tutte le zone temperate del mondo.
È una verdura molto apprezzata dato che contiene vitamine, fibre, acido folico e sali minerali. Le foglie esteriori, che sono le più verdi, contengono la maggior quantità di vitamine e carotene.
Ha una grossa e grassa radice allungata di colore rosso brillante che contiene un'alta concentrazione di saccarosio, ma sempre in quantità inferiore alle varietà adibite allo zucchero.

## Informazioni nutrizionali
Le parti commestibili della barbabietola da foraggio rossa mammouth sono le foglie (bieta o bietola) e le radici. 

Per quanto riguarda la bietola da foraggio rossa mammouth, 100g contengono:
| nutriente        | quantità   | RDA % |
| ---------------- | ---------- | ----- |
| vitamina K       | 572.80 mcg | 716   |
| vitamina A       | 5493.25 IU | 109.9 |
| vitamina C       | 31.50 mg   | 52.5  |
| magnesio         | 150.50 mg  | 37.6  |
| manganese        | 0.58 mg    | 29.0  |
| potassio         | 960.75 mg  | 27.4  |
| ferro            | 3.96 mg    | 22.0  |
| vitamina E       | 3.31 mg    | 16.6  |
| Fibra alimentare | 3.68 g     | 14.7  |
| rame             | 0.29 mg    | 14.5  |
| calcio           | 101.50 mg  | 10.2  |
| Triptofano       | 0.03 g     | 9.4   |
| vitamina B2      | 0.15 mg    | 8.8   |
| vitamina B6      | 0.15 mg    | 7.5   |
| proteine         | 3.29 g     | 6.6   |
| fosforo          | 57.75 mg   | 5.8   |
| vitamina B1      | 0.06 mg    | 4.0   |
| zinco            | 0.58 mg    | 3.9   |
| acido folico     | 15.05 mcg  | 3.8   |
| biotina          | 10.50 mcg  | 3.5   |
| vitamina B3      | 0.63 mg    | 3.1   |
| vitamina B5      | 0.29 mg    | 2.9   |

Inoltre tutti i tipi di barbabietola da foraggio rossa mammouth contengono antiossidanti e una notevole quantità di acido ossalico e di nitrati. Da recenti ricerche scientifiche si è scoperto che  proprio la presenza dei nitrati nelle barbabietole rosse ha effetto ipotensivo.

## Storia

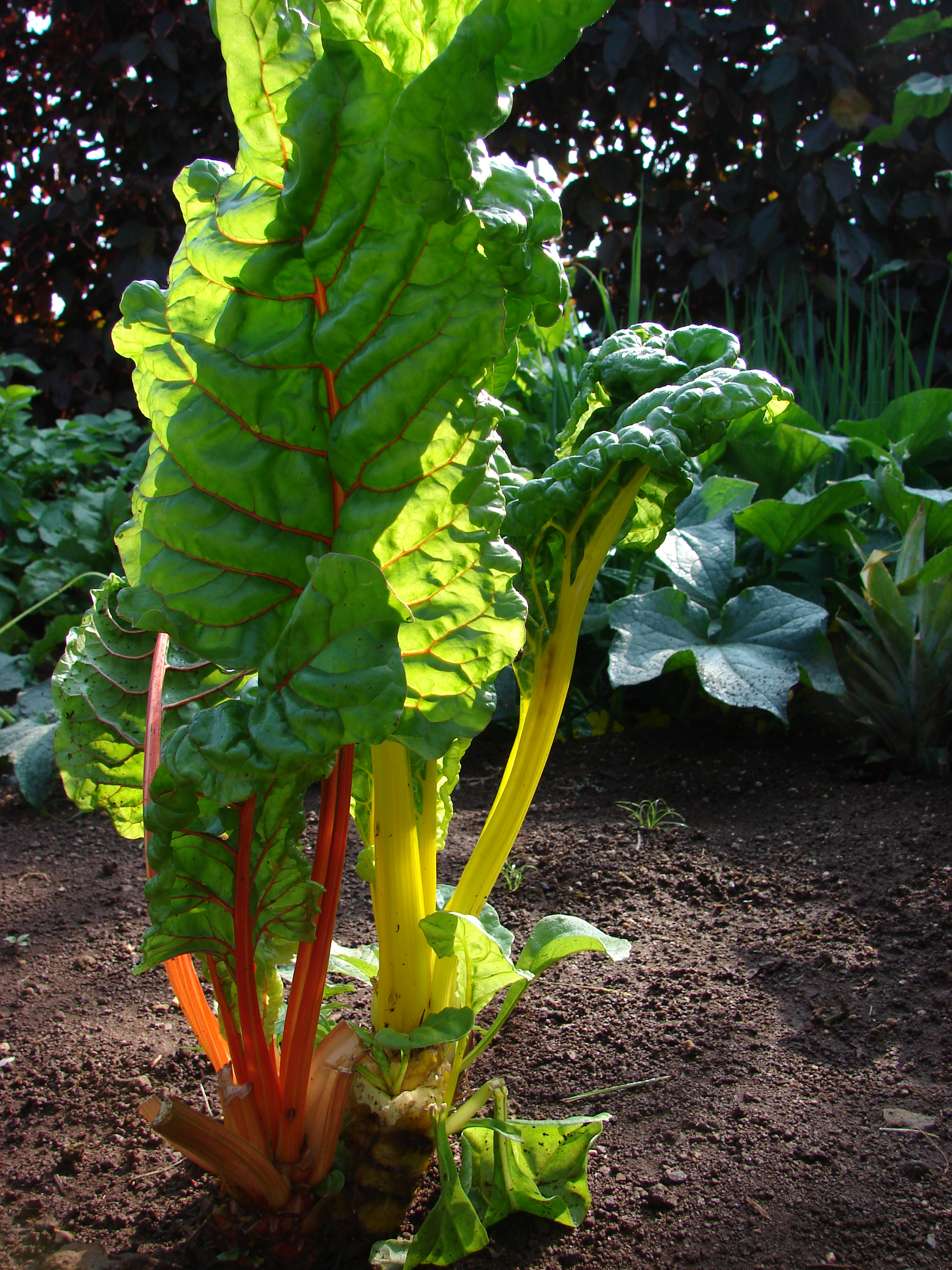
Fogliame di barbabietola da foraggio rossa mammouth, con gambi rossi e bietola da orto comune, con gambi bianchi

La bieta fa la sua comparsa in alcuni scritti greci del 420 a.C. col nome di beta.

In Europa la coltivazione era diffusa già nel XV secolo, soprattutto nei monasteri. Inizialmente veniva coltivata per le sue foglie, in seguito si diffuse anche il consumo della radice (specialmente la variante rossa). 
Lo sviluppo delle colture di barbabietola è strettamente legato alla scoperta dello zucchero che se ne può estrarre. 

Nel XVII secolo l'agronomo francese Olivier de Serres annotò che la barbabietola cotta produce un succo simile allo sciroppo di zucchero, ma questa affermazione non ebbe seguito. 

Finalmente nel 1747 il chimico prussiano Andreas Sigismund Marggraf dimostrò che i cristalli dal sapore dolce ricavati dal succo di barbabietola erano gli stessi che si ottenevano dalla canna da zucchero, ma non andò oltre. Fu un suo allievo, Franz Karl Achard, che cominciò a produrre commercialmente lo zucchero, aprendo una prima fabbrica nel 1801 a Cunern, nella Bassa Slesia (Polonia).
Ai primi dell'Ottocento, comunque, lo zucchero di canna era ancora diffusissimo. Ma le guerre napoleoniche, con il blocco dell'importazione dello zucchero di canna (1806), fecero sì che la sperimentazione sulle barbabietole procedesse più speditamente, finché nel 1811 alcuni scienziati francesi mostrarono a Napoleone dei panetti di zucchero estratto da barbabietola: l'imperatore ne ordinò la coltivazione (su ben 32.000 ettari di terreno) e, grazie anche all'intervento del finanziere ed imprenditore Benjamin Delessert, che aprì in Francia il primo stabilimento ove si estraeva lo zucchero dalla barbabietola con il metodo di Achard opportunamente perfezionato, nel giro di pochi anni sorsero più di 300 fabbriche di zucchero da barbabietola in tutta Europa.
Oggi l'Europa coltiva 120 milioni di tonnellate di barbabietole e produce 16 milioni di tonnellate di zucchero bianco; la Francia e la Germania sono i maggiori produttori ma, eccettuato il Lussemburgo, tutti i paesi dell'Unione europea estraggono zucchero dalle barbabietole in quantità tale da soddisfare il 90% del fabbisogno.
In Italia la barbabietola viene coltivata dalla fine del XVII secolo, specialmente nella valle padana e nelle province di Ferrara e di Rovigo.
La Barbabietola da foraggio rossa mammouth è una varietà fissata dall'uomo e inizialmente si voleva ottenere un ortaggio adibito al consumo umano ma poi la ricerca fallì con la conseguente nascita di questa varietà. Nel 2008 sono state vendute 0,06 quintali di sementa di questa varietà di bietola.

## Coltura
La barbabietola da foraggio rossa mammouth viene coltivata nei paesi a clima temperato. 

È una pianta a ciclo biennale: nel primo anno nella radice si accumulano riserve sotto forma di zucchero, nel secondo si sviluppa il fusto fiorifero. In coltura, per poter concentrare lo zucchero, la pianta viene e molto concimata fino al completamento dello sviluppo del primo anno.

Nelle regioni settentrionali viene seminata in primavera e raccolta a partire dalla fine di agosto. Nel meridione, per ridurre le contrazioni della resa in radici e in zucchero, dovute alla maggiore intensità dei processi respiratori causata dalle temperature più alte, si coltiva invece a ciclo autunno-primaverile, con raccolta in estate. 
Gradisce un terreno di medio impasto, neutro o appena basico, e ben drenato, ma è una delle specie agrarie che si adatta meglio ai terreni argillosi, purché ben sistemati dal punto idraulico ed è una specie ciclica.

## Alimentazione animale
Oltre ad essere ricca di zuccheri, sali minerali e vitamine ed altre sostanze utili, alla barbabietola da foraggio rossa mammouth si attribuiscono proprietà dietetiche e salutari: assorbe le tossine dalle cellula e ne facilita l'eliminazione, è depurativa, mineralizzante, antisettica, ricostituente, favorisce la digestione, stimola la produzione di bile e rafforza la mucosa gastrica, cura le anemie, le infezioni del sistema cerebrale, stimola la produzione dei globuli rossi, scioglie i depositi di calcio nei vasi sanguigni e ne impedisce l'indurimento, infine stimola il sistema linfatico.